# Шут (балет)
«Шут» (фр. Le Chout, фр. Le Bouffon, нем. Der Narr; полное название «Ска́зка про шута́, семеры́х шуто́в перешути́вшего»), op. 21 — одноактный балет в шести картинах с пятью антрактами С. С. Прокофьева на либретто композитора и С. П. Дягилева по мотивам русских народных сказок А. Н. Афанасьева. 1-я редакция была завершена в 1915 году, 2-я переработанная и дополненная — в 1920 году.
Впервые балет был поставлен во 2-й редакции 1920 года труппой «Русский балет Дягилева», художник М. Ф. Ларионов, хореография Ларионова и Тадеуша Славинского. Премьера состоялась 17 мая 1921 года в Париже в театре «Гетэ-лирик» под управлением Э. Ансерме; Шут — Т. Славинский, Шутиха — Л. Соколова.
На музыку С. С. Прокофьева к «Шуту» ставились балеты под тем же названием, но по другим либретто и в хореографии других балетмейстеров. На основе музыки к балету композитор создал симфоническую сюиту «Шут», op. 21 bis. Партитура балета впервые вышла в 1922 году в нотоиздательстве С. А. Кусевицкого «А. Гутхейль».

## История создания

Декорации и эскизы костюмов М. Ф. Ларионова к первой постановке «Шута» 1921 года в Париже

«Сказка про шута, семерых шутов перешутившего» стала вторым после «Ала и Лоллий» балетом, созданным Прокофьевым по заказу Дягилева, но была первым балетом композитора, поставленным артрепризой Русский балет Дягилева.
В 1915 году антрепренёр встретился с композитором в Риме для прояснения готовности балета «Ала и Лоллий», но по ряду причин отказался от его постановки и заказал Прокофьеву другой балет. Отказавшись от балета «Ала и Лоллий», Дягилев опасался выхода Прокофьева из сферы его влияния, поэтому участвовал в разработке либретто и определил молодого композитора под опеку более опытного Игоря Стравинского с его успешными балетами «Жар-птица» (1910) и «Петрушка» (1911). Как писал И. В. Нестьев, «вызывающий эксцентризм музыки Стравинского, её новизна и изобретательность, а главное оригинальность её национального облика оказывали своё воздействие на автора «Скифской сюиты» и «Шута»». В тот период Дягилев тяготел к воплощению в постановках «русского стиля» и передал свой интерес к поискам в этой области Прокофьеву.
При встрече в Риме и подписании первого контракта арнтрепренёра с композитором премьера нового балета планировалась на май 1916 года в Париже. В течение лета 1915 года все шесть картин нового балета «Шут» были сочинены в клавире, но его постановка была отложена на время после окончания Первой мировой войны. Перенос постановки балета высвободил время для создания «Скифской сюиты» и оперы «Игрок». На отсрочку премьеры «Шута» повлияли не только война и революция в России, но и опасения Дягилева о том, что парижская публика не сможет по достоинству оценить новаторство Прокофьева, что произошло в случае с «Весной священной» Стравинского.

## Сюжет и действующие лица
Действие балета происходит в сказочной Руси.
Е. Я. Суриц представила краткий сюжет балета в следующем виде:
«Шут с помощью своей жены Шутихи ловко одурачивает семерых шутов — продаёт им чудо-плётку, которой они напрасно пытаются усмирить своих жён. Переодевшись молодухой, Шут „выходит замуж“ за богатого купца и оставляет ему вместо „невесты“ в спальне козу, за которую потом берёт большой выкуп. Недоразумения заканчиваются общей весёлой пляской». Имеется более полное изложение либретто.
Действующие лица:
- Шут
- Шутиха, его жена
- Семь шутов
- Их жёны
- Их семь дочерей
- Купец
- Коза
- Свахи
- Солдаты, челядь и домашние купца

## Части
Вторая редакция балета состоит из 11 частей общей продолжительностью около 60 минут; от первой редакции 1920 года она отличается добавлением антрактов:
- Картина I. Горница шута.

Антракт I
- Картина II. У семерых шутов.

Антракт II
- Картина III. Двор шута.

Антракт III
- Картина IV. Парадная комната шутов.

Антракт IV
- Картина V. Спальня купца.

Антракт V
- Картина VI. Сад купца

## Постановки
- 1927 — Кёльн, балетмейстер Ф. Х. Ценпфенниг[4]
- 1928 — 27 января единственная постановка балета в СССР при жизни композитора под названием укр. «Блазень» в Киевском театре оперы и балета под управлением А. И. Орлова; балетмейстер М. Г. Дысковский, художник И. Армашевский-Курочка; Шут — А. Бердовский, Шутиха — В. Мерзахина[4]
- 1932 — Русский балет Монте-Карло, Монте-Карло, балетмейстер Б. Г. Романов, художник Л. В. Зак[4]
- 1950 — фестиваль «Флорентийский май», балетмейстер А. Миллош, художник Р. Гуттузо[4]
- 1957 — Комише опер, Берлин, балетмейстер Г. Штейнвег[4]
- 2011 — Пермский театр оперы и балета, балетмейстер А. Мирошниченко
- 2019 — Московский детский музыкальный театр (совместно с балетом И. Ф. Стравинского "Свадебка" соединён в постановке "Шут и Свадебка" в виде 1 акта)

## Записи музыки
- 1985 — Государственный симфонический оркестр Министерства культуры СССР под управлением Г. Н. Рождественского. Мелодия А10 00223 008[6]. Данная запись воспроизводилась фирмой «Мелодия» на пластинке SUCD 60 00050, а также в изданном в 2016 году юбилейном комплекте собрания записей из 9 CD (MEL CD 10 02430) семи балетов Прокофьева под управлением Г. Н. Рождественского, приуроченном к 125-летию рождения композитора[7][8].

## Сюита из балета «Шут»
Свою первую cимфоническую сюиту на основе уже почти созданного музыкального произведения — «Скифскую сюиту» — Прокофьев составил после отказа Дягилева от постановки балета «Ала и Лоллий». Сюитой из балета «Шут» для большого оркестра, опус 21 bis 1922 года, композитор продолжил это начинание, что впоследствии превратилось в излюбленную традицию сочинять сюиты на материале своей балетной, 
оперной и театральной музыки.
Сюита короче музыки к балету, но количество её номеров на один больше. Продолжительность произведения составляет около 35 минут. В письме Б. В. Асафьеву от 9 июля 1924 года С. С. Прокофьев писал, что 12 номеров сюиты «Шут» вобрали в себя «3/4 музыки всего балета»

## Записи сюиты из балета «Шут»
Сюиту «Шут» записывали многие выдающиеся музыкальные коллективы: Большой симфонический оркестр под управлением Геннадия Рождественского, оркестр Парижской филармонии под управлением Яши Горенштейна, Лондонский филармонический оркестр под управлением Вальтера Зюскинда, Оркестр Ламурё под управлением Альбера Вольфа, Сент-Луисский симфонический оркестр под управлением Владимира Гольшмана.
- 1962 — Симфонический оркестр Всесоюзного радио под управлением Геннадия Рождественского, фирма «Мелодия» Д 010629-30, 1962[12]
- 1962 — Большой симфонический оркестр под управлением Геннадия Рождественского. Фирма «Мелодия» С 0369-70, 1962